# Gerbrand van den Eeckhout
Gerbrand van den Eeckhout (neerlandès: Gerbrand Janszoon van den Eeckhout)  (Amsterdam, 19 d'agost de 1621 - Amsterdam, 29 de setembre de 1674) va ser un pintor neerlandès.

## Biografia
Eeckhout va ser l’alumne i favorit de Rembrandt, fins i tot l’admet a la seva taula.
D'aquí aquesta imitació constant de Rembrandt, que marca totes les produccions d’Eeckhout.
Fill d'un ric argenter que representarà. Eeckhout està especialitzat en pintura bíblica. Avui els experts atribueixen diverses obres de Rembrandt a Van den Eeckhout.

## Obres
- Estudiant a la seva habitació, 1641, oli sobre fusta, 64 × 49, Museu de Belles Arts de Budapest[3]
- Jan Pietersz. van den Eeckhout, 1644, oli sobre tela, 76 × 58, Museu de Grenoble[4]
- La generositat d’Escipió, 1650 - 1655, oli sobre tela, 133 × 168, Rijksmuseum, Amsterdam[5]
- El sacrifici de Jeroboam a Betel, 1656, oli sobre tela, 202 × 158, Museu Hermitage, Sant Petersburg[6]
- El profeta Eliseu i la dona de Shunem, 1664, oli sobre tela, 101 × 157, Museu de Belles Arts de Budapest[7]
- Agar l'envia Abraham
- La fugida a Egipte, (Museu de la Haia)
- Anne Vouant, el seu fill al senyor, dit Anne i el seu marit Elcana, presentant el seu fill Samuel al gran sacerdot Eli, 1665, 117 × 143, Museu del Louvre, París[8]
- Jesucrist enmig dels metges (Galeria Palatina, florència)
- El nen Jesús als braços de Simeó, (Galerie Hinlopen, Amsterdam)
- El somni de Jacob, 1672 (Agnes Etherington Art Center, Canadà)
- La Continence De Scipion, 1669 (Palais des Beaux-Arts, Lille)
- Le Denier De César, 1673 (Palais des Beaux-Arts, Lille)
- El flautista (Museu de Belles Arts de Bordeus)
- Lord Dutch, (Museu Municipal La Roche-sur-Yon)
- Retrat d'un jove negre, oli sobre fusta, 30 x 25 cm, Musée du Nouveau Monde, La Rochelle[9]

### Dibuixos
- Home assegut vist de perfil a l'esquerra,[10] atribuït a Gerbrand van den Eeckhout, ploma i tinta marró, H. 148 ; L. 112 mm, Belles Arts de París. A la part posterior: Dona jove i genet discutint. La fabricació d’aquest dibuix s'acosta prou a l'estil de Van den Eeckout que podria ser propi. Les dues figures de la part posterior recorden els primers estudis de l’artista, com ara La crucifixió a Berlín (Staatliche Museen) o el doble retrat d’actors guardat a Dresden (Kupferstich-Kabinett). L'home assegut al front té una semblança amb el Rebbe en el seu estudi a Edimburg (National Gallery of Scotland) atribuït a Van den Eeckhout.[11]
- Projecte per a un frontispici[12] , guix negre i rentat gris, la cara i els querubins reproduïts amb una punta de pinzell i tinta negra, H. 250 ; L. 195 mm, École nationale supérieure des beaux-arts. Aquest dibuix de 1655 és preparatori d’una portada executada el mateix any pel gravador d’Amsterdam Pieter Hendriksz Schut per a la sèrie Diversos compartiments i taules elegants, inventats recentment per Gerbrand van den Eeckhout, gravats per Pieter Hendricksz. Schut, l'any 1655. Aquest marc decoratiu delata l'aprenentatge que Gerbrand van den Eeckhout va rebre del seu pare, l'orfebre Jan Pietersz van den Eeckhout.[13]

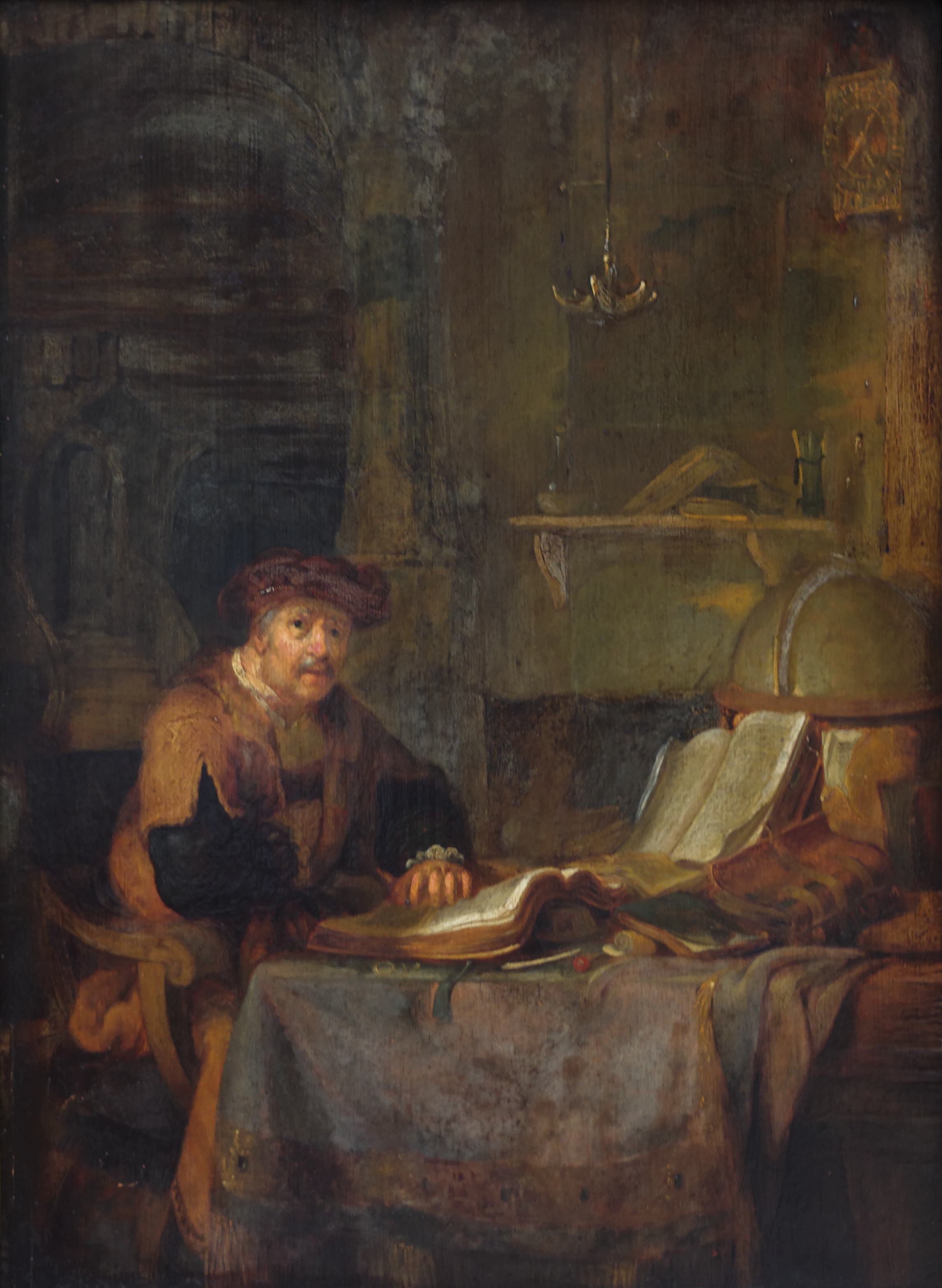
Estudiant a la seva habitació, 1641 Budapest
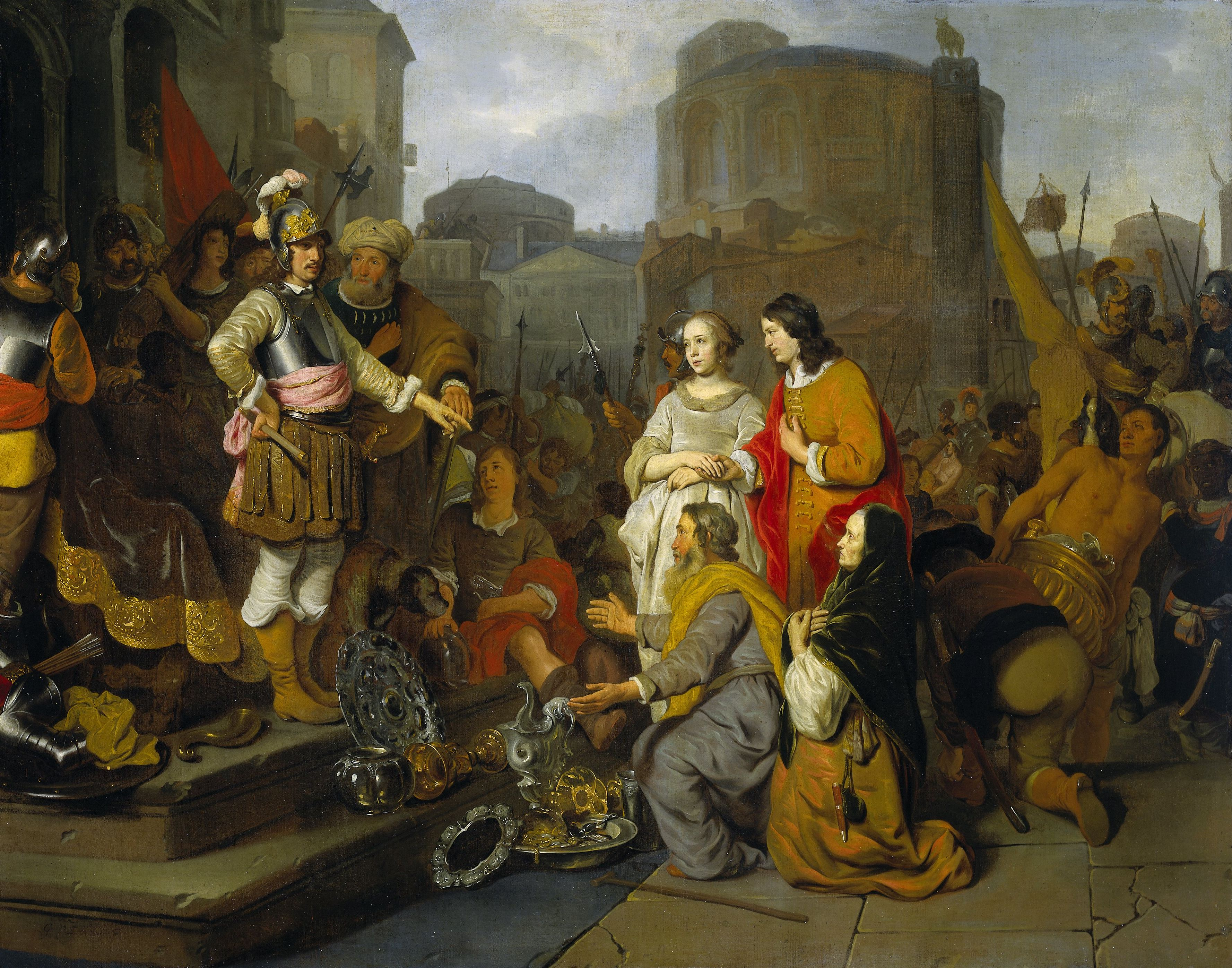
Generositat d’Escipió, 1650-1655 Rijksmuseum
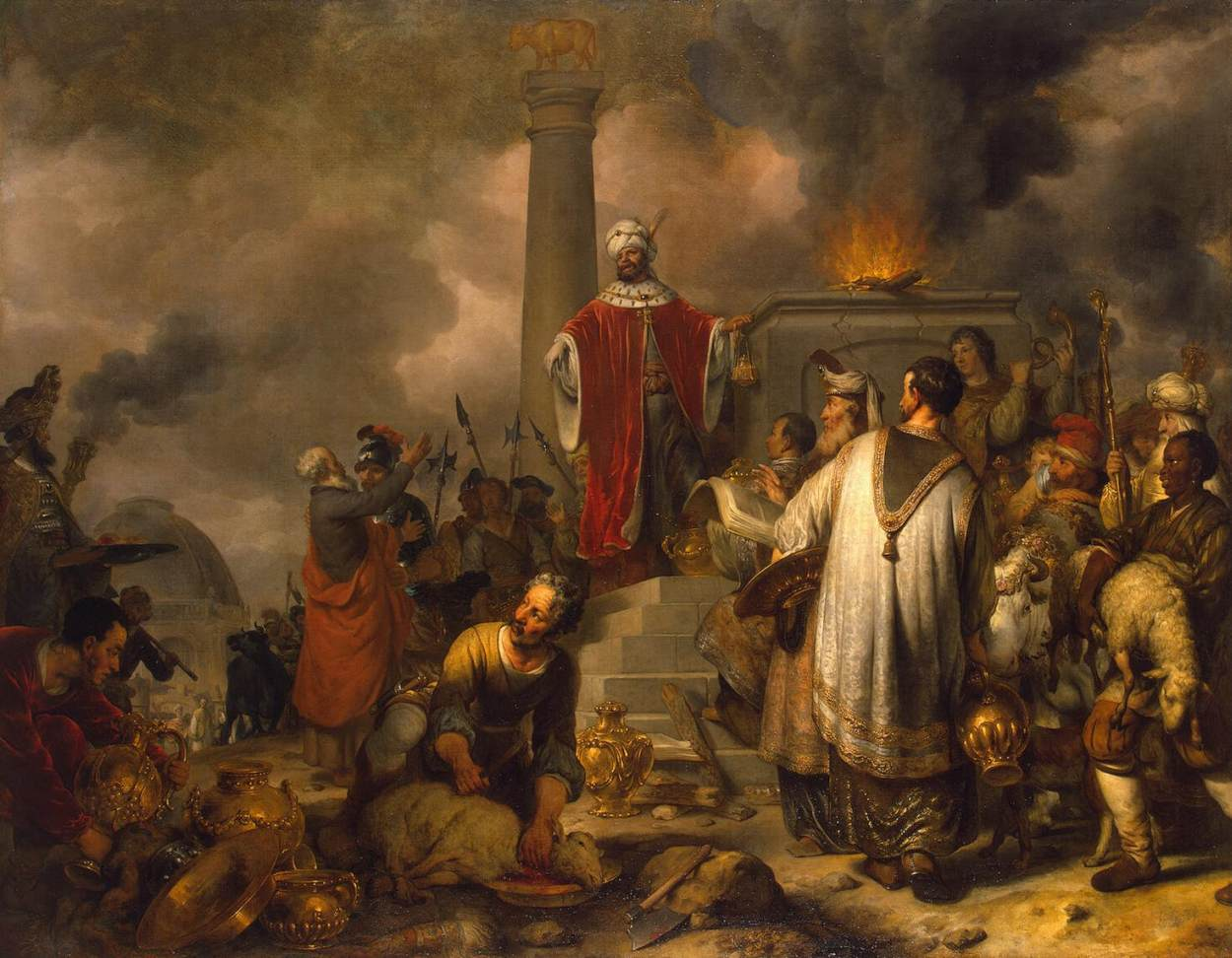
El sacrifici de Jeroboam, 1656 Museu Hermitage
El profeta Eliseu, 1664 Museu de Belles Arts de Budapest
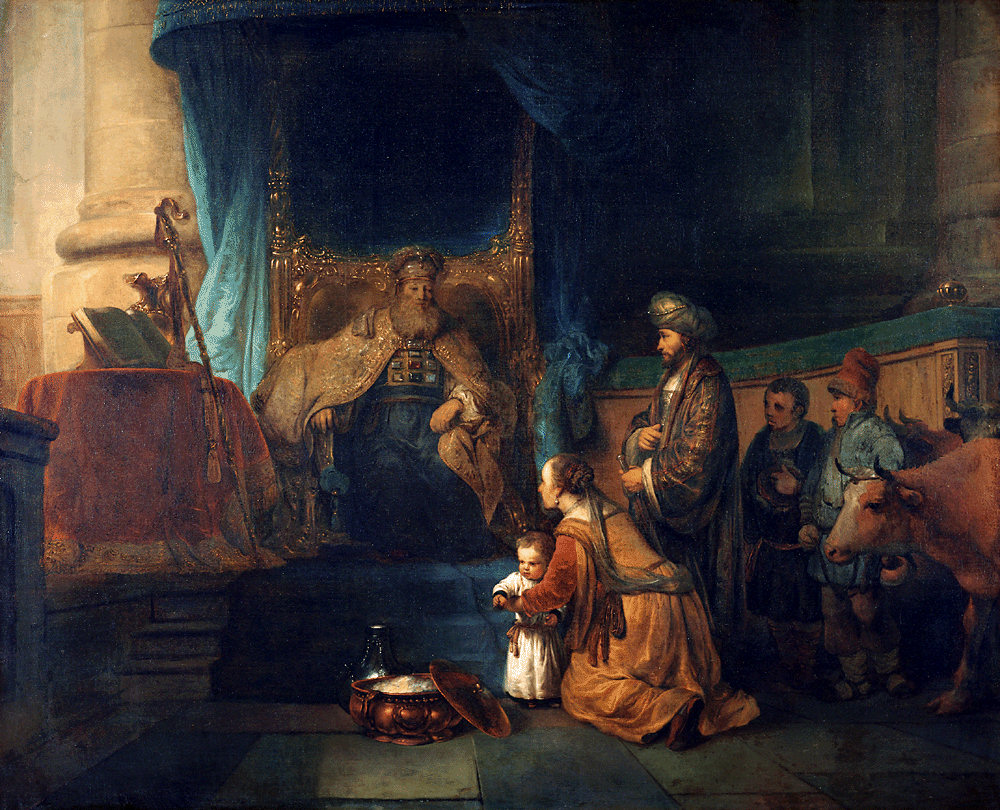
Anne i el seu marit Elcana, 1665 Museu del Louvre